# Demissexualidade

Bandeira demissexual

Demissexualidade é um termo do espectro assexual que se caracteriza pelo surgimento de atração sexual somente quando existe envolvimento, conexão emocional ou afetiva com um parceiro.
A demissexualidade, assim como outros termos da área cinza, está em uma zona de indefinição de identidade sexual, por não especificar necessariamente para qual sexo biológico ou gênero alguém demi direciona sua atração. Deste modo, quando uma conexão é estabelecida, ela não dependerá necessariamente de tais características.

## Etimologia e origem
O termo demissexual é um neologismo advindo de demi- do francês, que significa metade ou parte. 
A origem do termo como designação de sexualidade é datada de 1 de março de 2006, quando o usuário sonofzeal, nos fóruns da  Asexual Visibility and Education Network (AVEN), descreveu sua experiência de não ser sexualmente atraído por pessoas sem antes formar uma conexão emocional, assim ele não se sentia nem assexual nem alossexual e por isso criou o termo para descrever com mais precisão a necessidade de um vínculo emocional como pré-requisito para a atração sexual, que veio a ser classificada como atração secundária. O termo começou a ganhar popularidade generalizada em 2008.

## Bandeira
Não se sabe quando a bandeira demissexual foi criada ou por quem, mas presumivelmente foi criada após a da bandeira assexual, em 2010, em vista do uso das mesmas cores. Presumindo a inspiração, se atribui as cores os mesmos significados da bandeira ace, são eles:
- Preto representa a assexualidade estrita;
- Roxo representa a comunidade;
- Cinza representa os espectros da área cinza da assexualidade; e o
- Branco representa o espectro de atração sexual e, por conseguinte, a alossexualidade.[12]

## Recepção
Há dúvidas por parte de especialistas em comportamento sexual em vista da definição pouco nítida do que seria o tal “envolvimento emocional” que pode dar origem a atração demi. Seria tal “envolvimento” exclusivamente romântico ou poderia ocorrer pelo envolvimento da amizade? E qual a intensidade desse envolvimento é necessária para que a atração sexual surja? A resposta mais aceita na comunidade é que tal conexão tende a fluir, variando em condições e por pessoas.
Certos argumentos apontam que não deveria haver uma nova sexualidade separada baseada em preferências, ou pelo fato de não gostar de sexo casual.

## Condicionantes e orientações
Muito embora os espectros da área cinza não levem em conta as orientações sexual e/ou romântica como condicionantes à atração experimentada pelos mesmos. Como os exemplos:
- da própria demissexualidade que apresenta como condição ao surgimento de atração a formação de uma conexão emocional profunda com alguém;[15]
- da noetissexualidade que apresenta como condição ao surgimento de atração à mentalidade;
- da sapiossexualidade que apresenta como condição ao surgimento de atração, seja sexual ou romântica, puramente da inteligência;

É comum que pessoas grace (isto é, pessoas que se identificam em espectros da área cinza) se identifiquem com alguma orientação sexual, assim sendo, é necessário diferenciar sexualidade como um todo de seus aspectos de orientação, seja sexual e/ou romântica. Assim, alguém pode se identificar como demi, ou outro espectro da área cinza, e como hétero, homo, bi etc. ao mesmo tempo. Tal rotulação é relevante para reconhecer e/ou completar uma identidade, identificando as relações que venham a desejar seguir.
A combinação de rótulos também ajudam na comunicação de uma identidade a outros, assim:
- alguém que se identifique como hétero demissexual está expressando sua atração demi apenas direcionado ao sexo oposto; ou
- alguém que se identifique como homo demissexual está expressando sua atração demi apenas direcionado ao mesmo sexo.

E assim por diante com outros rótulos (bi, pan etc.).

## Romanticidade

Bandeira demirromântica

Embora subentenda-se a demissexualidade como parte da área cinza, esta pode surgir apenas como uma orientação romântica, isto é, alguém pode ser alossexual e vivenciar atração romântica exclusivamente de forma demi ou dentro de outro espectro da área cinza.
Bem como pode alguém ser um assexual estrito e sentir apenas atração romântica demi, podendo se considerar como demirromântico.